# Kurtulmuş, Viranşehir
Kurtulmuş là một xã thuộc huyện Viranşehir, tỉnh Şanlıurfa, Thổ Nhĩ Kỳ. Dân số thời điểm năm 2011 là 866 người.